# De Birkt
De Birkt is een buurtschap in de Nederlandse gemeente Soest, in de provincie Utrecht. De buurtschap ligt tussen Soest en Amersfoort op de rand van de Utrechtse Heuvelrug. In de vijftiende en zestiende eeuw bevond er zich een klooster.

## Ligging

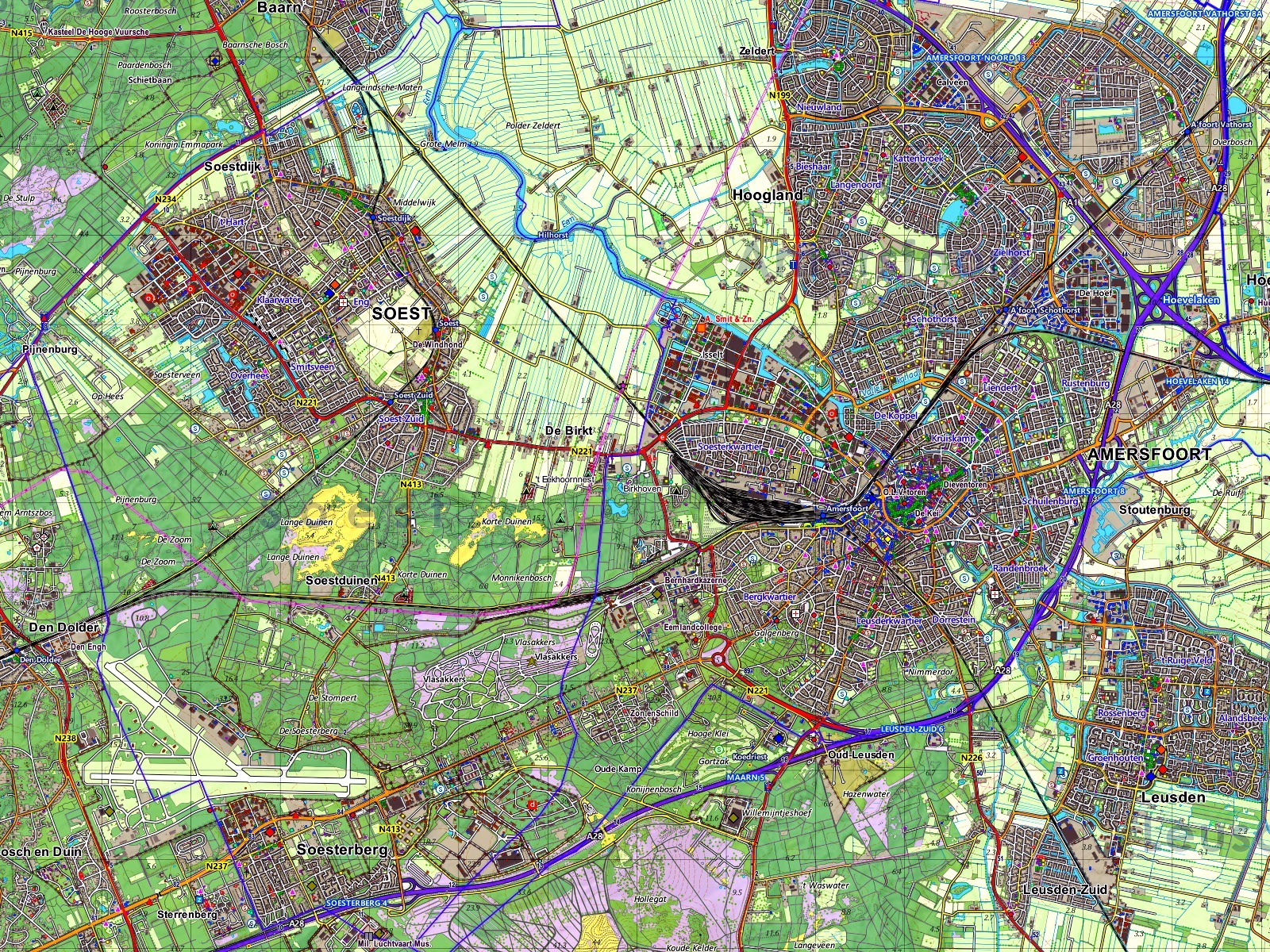
De Birkt tussen Soest en Amersfoort anno 2013

De Birkt ligt langs de flank van de Utrechtse Heuvelrug, op de grens van de hogere zandgronden en de veen- en kleigebieden van de Eemvallei.
Ten oosten en zuidoosten van De Birkt bevinden zich in de Heuvelrug laagten, onderbroken door de Soester Eng en andere verhogingen. Deze laagten gaan over in de Laagte van Pijnenburg, die de grens vormt tussen de Utrechtse Heuvelrug en Het Gooi.

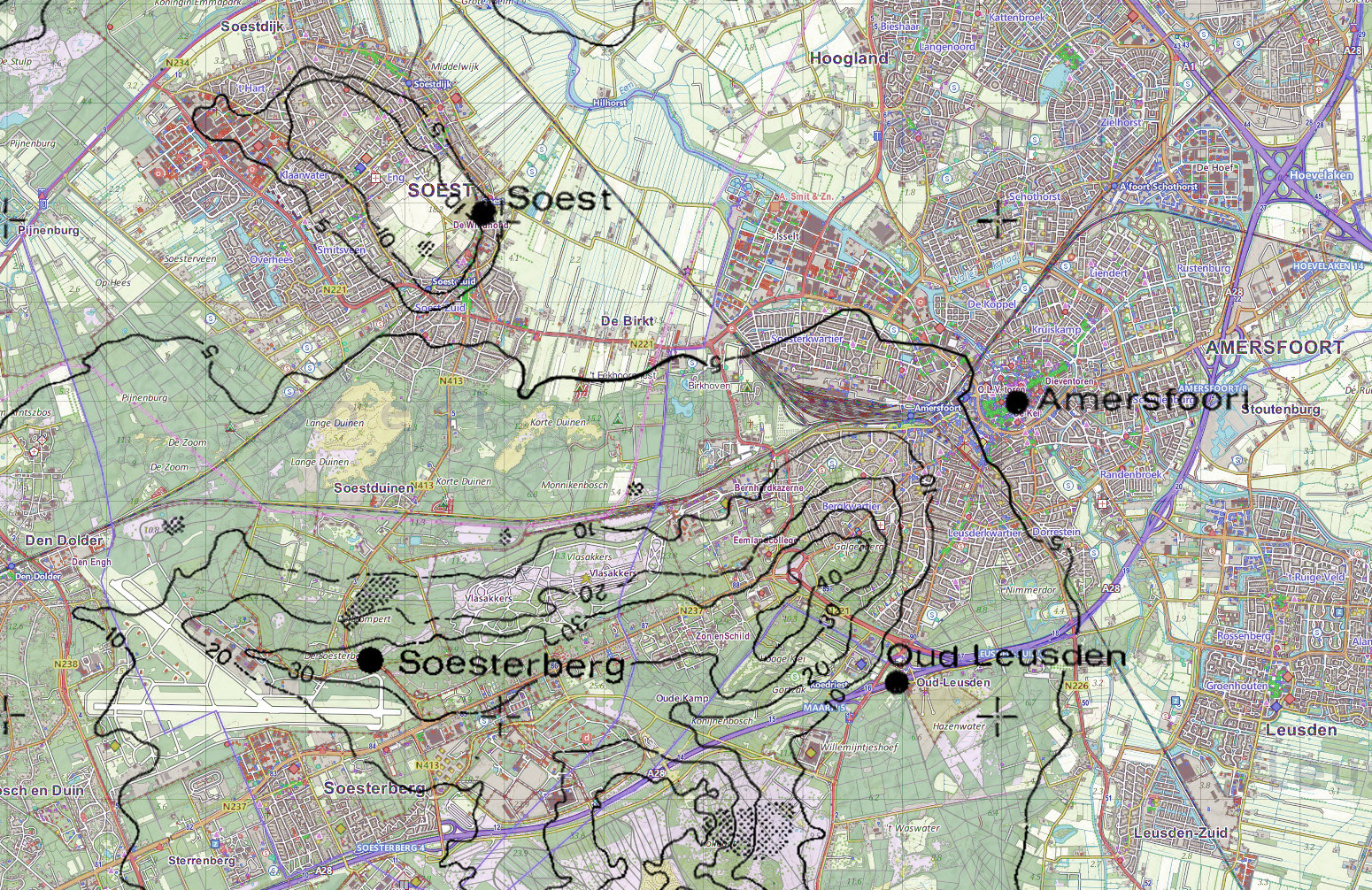
Topografisch beeld met hoogtelijnen

De Birktstraat, onderdeel van de N221, doorkruist het gebied van De Birkt. Dit is niet de oude verbindingsweg van Amersfoort naar Soest (en verder in de richting Amsterdam). Die lag noordelijker, en lager. Dit is tegenwoordig de Peter van den Breemerweg, maar de weg heette vroeger o.a. Neerweg en heeft een karakteristieke dubbele haakse bocht op de plaats waar de Birktse wetering de weg kruist.
In vroeger tijden vormde de Birktse of Berkeder wetering de grens tussen Soest en De Birkt. Deze wetering ontsprong in het veengebied ten oosten van De Birkt, in de buurt die tegenwoordig De Bunt wordt genoemd, en vroeger de waternaam Het Gein droeg en stroomde om de Soester Eng heen naar de Eem.
De wetering droeg (waarschijnlijk) ook wel de naam “Oelsloot”.
Eigenlijk bestaat De Birkt uit twee buurtschappen: de Ho(o)ge Birkt en de Lage Birkt.
Op oude kaarten worden ook wel de beide wegen van Amersfoort naar Soest als resp. de Hooge Birck en de Laege Birck aangeduid.

## Naam
De naam “De Birkt” duikt voor het eerst op in geschreven bronnen in de veertiende eeuw.
Algemeen wordt ervan uitgegaan dat de naam verwijst naar berk of berken, de boomsoort die hier veel groeide in de tijd dat de buurt z'n naam kreeg. Brongers wijst er uitdrukkelijk op dat berken gaan groeien op heideterrein dat niet meer begraasd wordt (door schapen).
Er zijn veel verschillende spellingwijzen voor de naam:
Birct (“dat goet in die Birct mit sinen tins ende ghericht” (circa 1380), Birk of Bircht.

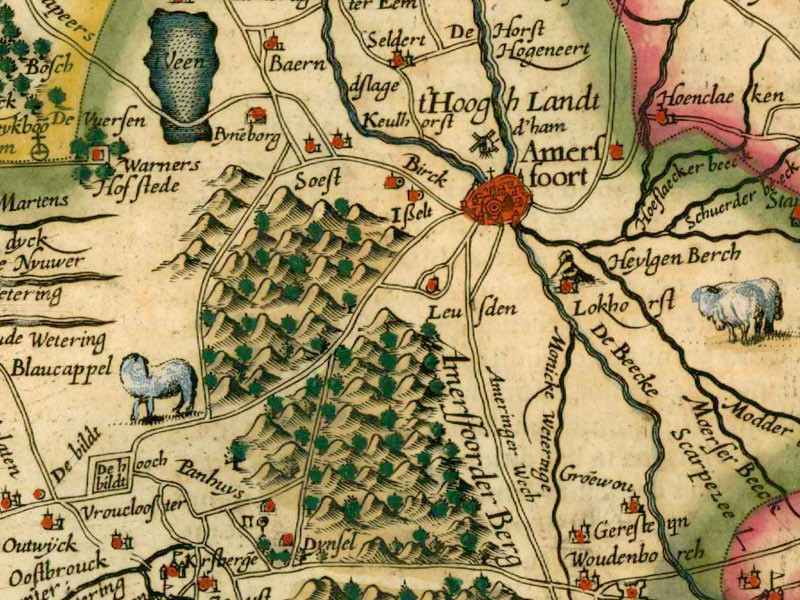
Kaerius 1617 (uitsnede)

## Oudste kaart
Een van de oudste kaarten waarop De Birkt vermeld is, is een kaart van de provincie Utrecht (Ultraiectum Dominum) van Kaerius uit 1617. De Utrechtse Heuvelrug heet hier nog Amersfoorder Berg en de kaart is versierd met schaapjes (ongetwijfeld om tot uitdrukking te brengen dat er veel schapen werden gehouden). De Birkt wordt gespeld als Birck en ligt samen met Isselt tussen Amersfoort en Soest. Er is maar één weg getekend tussen Amersfoort en Soest, en die loopt op enige afstand van de Heuvelrug. Aangenomen mag worden dat dit de oude weg is. Dat Soest zelf op een heuvel(tje) ligt komt op de kaart niet tot uitdrukking.
Dorpen: Soest · Soestduinen · Soesterberg

Buurtschappen: De Birkt · Hees · Soestdijk · Wieksloot

Utrecht · Plaatsen in de provincie      Nederland · Provincies · Gemeenten